# Centipeda (microbiologia)
Centipeda è un genere di batteri appartenente alla famiglia delle Acidaminococcaceae.
Comprende batteri anaerobi, Gram-negativi, non sporigeni, bastoncellari con sinuosità date da due o tre curve. Sono dotati di flagelli e di conseguente mobilità, che avviene per flessione dell'intera cellulare e rotazione intorno al proprio asse.
Il metabolismo degli zuccheri produce acido propionico per la maggior parte, oltre a quantità minori di acido acetico, acido succinico e acido lattico.
La specie tipica è Centipeda periodontii.